# Fox-TV-Sendemast
Der Fox-TV-Sendemast ist ein 600,4 Meter hoher, abgespannter Sendemast in Missouri City. Der Fox-TV-Sendemast wurde 1982 errichtet und dient der Verbreitung von Fernsehprogrammen. Er steht in unmittelbarer Nähe des KTRK-TV-Sendemasts, der ihn noch um 10 Zentimeter überragt.